# Wereldkampioenschappen judo 1975
De Wereldkampioenschappen judo 1975 was de 9de editie van de Wereldkampioenschappen judo, en werd gehouden in Wenen, Oostenrijk van 23 oktober 1975 tot en met 25 oktober 1975

## Medaillewinnaars

### Mannen
| Gewichtsklasse | Goud              | Zilver                | Brons                               |
| -------------- | ----------------- | --------------------- | ----------------------------------- |
| -63 kg         | Yoshiharu Minami  | Katsuhiko Kashiwazaki | Felice Mariani Torsten Reissmann    |
| -70 kg         | Vladimir Nevzorov | Valery Dvoinikov      | Katsunori Akimoto Koji Kuramoto     |
| -80 kg         | Shozo Fujii       | Yoshimi Hara          | Adam Adamczik Jean-Paul Coche       |
| -93 kg         | Jean-Luc Rougé    | Michinori Ishibashi   | Victor Betanov Ramaz Harshiladze    |
| +93 kg         | Sumio Endo        | Serhei Novikov        | Gil Jong Pak Chonosuke Takagi       |
| Open           | Haruki Uemura     | Kazuhiro Ninomiya     | Sjota Tsjotsjisjvili Dietmar Lorenz |

## Medaillespiegel
| Plaats | Land                           | Goud | Zilver | Brons | Totaal |
| 1      | Japan                          | 4    | 4      | 3     | 11     |
| 2      | Sovjet-Unie                    | 1    | 2      | 3     | 6      |
| 3      | Frankrijk                      | 1    | 0      | 1     | 2      |
| 4      | Duitse Democratische Republiek | 0    | 0      | 2     | 2      |
| 5      | Italië                         | 0    | 0      | 1     | 1      |
| 5      | Polen                          | 0    | 0      | 1     | 1      |
| 5      | Noord-Korea                    | 0    | 0      | 1     | 1      |
| Totaal | Totaal                         | 6    | 6      | 12    | 24     |